# Acrotriche parviflora
Acrotriche parviflora là một loài thực vật có hoa trong họ Thạch nam. Loài này được (Stschegl.) Hislop mô tả khoa học đầu tiên năm 2007.